# The Stooges
The Stooges – amerykański zespół rockowy działający w latach 1967–1974 i ponownie od 2003. W pierwszym okresie działalności nie zdobył wielkiej popularności – płyty sprzedawały się słabo, a na koncertach spotykał się z obojętną lub wrogą reakcją publiczności. Niemniej, dokonania zespołu wywarły olbrzymi wpływ na rozwijający się w późniejszych latach rock alternatywny, heavy metal, a w szczególności punkrock. Wokalista Iggy Pop (właśc. James Osterberg) i jego dzikie, prowokacyjne zachowania na scenie często stawały się centralnym punktem uwagi. W 2003 po 29-letniej przerwie The Stooges wznowili działalność, która pod tą nazwą trwała do 2009. Po śmierci Rona Ashetona zastąpił go James Williamson (także oryginalny gitarzysta, ale z lat 1972–1974), a zespół występował jako Iggy and The Stooges. W tym składzie grupa przetrwała 2013 roku, kiedy to zmarł perkusista Scott Asheton (brat Rona Ashetona). W 2015 zmarł także saksofonista Steve Mackay i jedynymi żyjącymi członkami zespołu pozostali Iggy Pop i James Williamson. O dalszym graniu nie było mowy.

## Historia

### 1967–1971:The Stooges,Fun House
James Osterberg zaczynał karierę jako perkusista w grającym w Ann Arbor (Michigan) w połowie lat 60. zespole The Iguanas. W 1965 zostawił ten zespół i przeszedł do grupy Prime Movers, gdzie dostał przezwisko „Iggy” (od nazwy swojego poprzedniego zespołu).
Podczas pobytu w Chicago, gdzie spotkał bluesowego perkusistę Sama Laya, wpadł na pomysł założenia własnego zespołu. Po powrocie do Ann Arbor postanowił zrealizować swój nowy plan z założeniem, że będzie to grupa, która stworzy na bazie bluesa nową formę muzyczną (zamiast go powielać). Wkrótce zespół, który nieco później przyjął nazwę The Psychedelic Stooges, tworzyli: Dave Alexander (basista) oraz bracia Ron (gitara) i Scott (perkusja) Ashetonowie, a Iggy dostał od nich przezwisko „Pop”. Po koncercie MC5, na który muzycy wybrali się razem, Iggy z obu swoich przezwisk utworzył swój pseudonim artystyczny „Iggy Pop”, pod którym występuje do dziś.
The Psychedelic Stooges zadebiutowali w halloween 1967 roku, grając koncert zorganizowany w sali, gdzie odbywali próby. W styczniu 1968 zagrali krótki występ w Grande Ballroom w Detroit u boku m.in. MC5, gdzie Asheton po wykonaniu przez zespół pierwszej piosenki „I Wanna Be Your Dog” rozwalił gitarę, co uniemożliwiło kontynuowanie koncertu.
W tym czasie nazwa została skrócona z The Psychedelic Stooges do The Stooges, a sam zespół dzięki swoim szalonym występom, podczas których używał nietypowych instrumentów (np. odkurzacz z przyczepionym mikrofonem lub gitara hawajska) z biegiem czasu zyskał reputację „dzikiego” i „prymitywnego”. Do tego dochodziły jeszcze skandaliczne zachowania Iggy’ego Popa, który na koncertach rozcierał hamburgery na swoim ciele, następnie okaleczał się rozbitym szkłem lub też pokazywał genitalia (Iggy jest również prekursorem „stage diving”, czyli skoków ze sceny w publiczność).
W tym samym roku, dzięki Danny’emu Fields (łowca talentów – późniejszy odkrywca i menedżer Ramones), który został wysłany przez firmę Elektra Records do Detroit w celu obserwacji zespołu MC5, The Stooges podpisali kontrakt. Zwrócili jego uwagę w czasie wspólnego występu obu zespołów.
W kwietniu 1969 ukazał się ich debiutancki album zatytułowany The Stooges. Płyta nie sprzedawała się dobrze i zebrała niezbyt przychylne recenzje. Materiał został nagrany pod producencką opieką Johna Cale (muzyk Velvet Underground). Trzy z ośmiu utworów muzycy stworzyli w ciągu nocy poprzedzającej pierwszą sesję.
W maju 1970 zespół w składzie poszerzonym o saksofonistę Steve’a MacKaya przystąpił do pracy nad nagraniem kolejnego materiału. 13 czerwca fragment występu muzyków na festiwalu „Midsummer Rock Festival” w Cincinnati został zarejestrowany przez telewizję (wykonanie utworów „T.V. Eye” i „1970”). W następnym miesiącu Elektra Records wypuściła na rynek drugi studyjny album zespołu: Fun House, który tak jak jego poprzednik został słabo przyjęty przez publiczność i ówczesną krytykę. W sierpniu został usunięty z zespołu Alexander (przez menedżera Jimmy’ego Silvera) po tym, jak upił się przed występem na „Goose Lake International Music Festival” w Jackson (Michigan). W The Stooges zastępowali go kolejno Zeke Zettner (1970) i James Recca (1971). W składzie pojawił się również drugi gitarzysta Billy Cheatham, którego wkrótce wymienił James Williamson.
W tym okresie wszyscy muzycy zespołu (z wyjątkiem Rona Ashetona) uzależnili się od heroiny. Narkotyki zostały wprowadzone przez Johna Adamsa – nowego wówczas menedżera grupy, co znalazło niewiele później odbicie na koncertach, których przebieg stawał się coraz bardziej nie do przewidzenia. Iggy z powodu ich częstych nadużyć miał problem z utrzymaniem równowagi na scenie. Konsekwencją tych zdarzeń było wyrzucenie The Stooges z wytwórni, po czym ich aktywność całkowicie spadła.

### 1972–1974:Raw Power

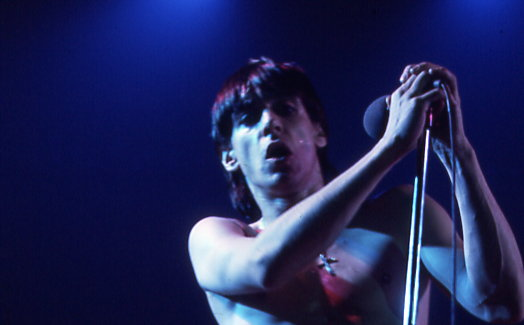
Iggy Pop (Toronto 1977)

Od zapomnienia zespół został uratowany przez Davida Bowiego – ich wielkiego fana (a szczególnie Iggy’ego). Bowie, któremu na rok 1972 przypadł czas triumfu płytą The Rise and Fall of Ziggy Stardust and the Spiders from Mars, ściągnął Popa i Williamsona do Wielkiej Brytanii, gdzie załatwił im kontrakt z Columbia Records. Podjęto próbę odtworzenia The Stooges z brytyjskimi muzykami, lecz nie znaleziono nikogo odpowiedniego, czego efektem było ściągnięcie z USA braci Ashetonów. Uformowany na nowo zespół w składzie: Iggy Pop (wokal), James Williamson (gitara), Ron Asheton (gitara basowa) i Scott Asheton (perkusja) przystąpił do pracy nad nowym materiałem. Na przełomie września i października 1972 w Studiu CBS w Londynie muzycy nagrali nowy album Raw Power (Bowie był jego producentem), który został wypuszczony na rynek w lutym 1973 pod szyldem "Iggy & the Stooges". Płyta sprzedawała się źle i została uznana od strony komercyjnej za wpadkę.
Począwszy od lutego 1973, muzycy zaczęli koncertować przez kilka miesięcy w składzie powiększonym o grającego na klawiszach Scotta Thurstona. W tym czasie dokonali też szereg nowych nagrań znanych później jako Detroit Rehearsal Tapes, które mogły wejść na czwarty album The Stooges, jednak wytwórnia Columbia Records zrezygnowała ze współpracy z zespołem tuż po wydaniu Raw Power.
W lutym 1974 drogi muzyków rozeszły się – Iggy, który wówczas coraz bardziej pogrążał się w narkotykowym uzależnieniu, nie był w stanie dalej pracować.

### 1974–2003: Przerwa
10 lutego 1975 w szpitalu w Ann Arbor zmarł na obrzęk płuc Dave Alexander. W tym samym okresie Iggy Pop poddał się leczeniu i w 1976 rozpoczął prace (pod producencką opieką Bowiego) nad swoją pierwszą płytą solową The Idiot (1977). W 1976 ukazał się również koncertowy album Iggy & the Stooges Metallic K.O. (nagrany dwa lata wcześniej). Bracia Ashetonowie utworzyli zespół The New Order (nie mylić z brytyjskim New Order), który jednak dość szybko rozpadł się. Ron Asheton dołączył wówczas do Destroy All Monsters. James Williamson pracował w 1975 jako producent przy pierwszych nagraniach solowych Iggy’ego (Kill City – wydane w 1977 jako „Iggy Pop and James Williamson”).
W 1997 ukazała się reedycja Raw Power zremasteryzowana na nowo przez Iggy’ego Popa (ostrzejsze brzmienie niż w oryginale z 1973). W 1999 firma Rhino Records wypuściła siedmiopłytowy zapis z sesji Fun House pt. 1970: The Complete Fun House Sessions.

### od 2003: Powrót,The Weirdness

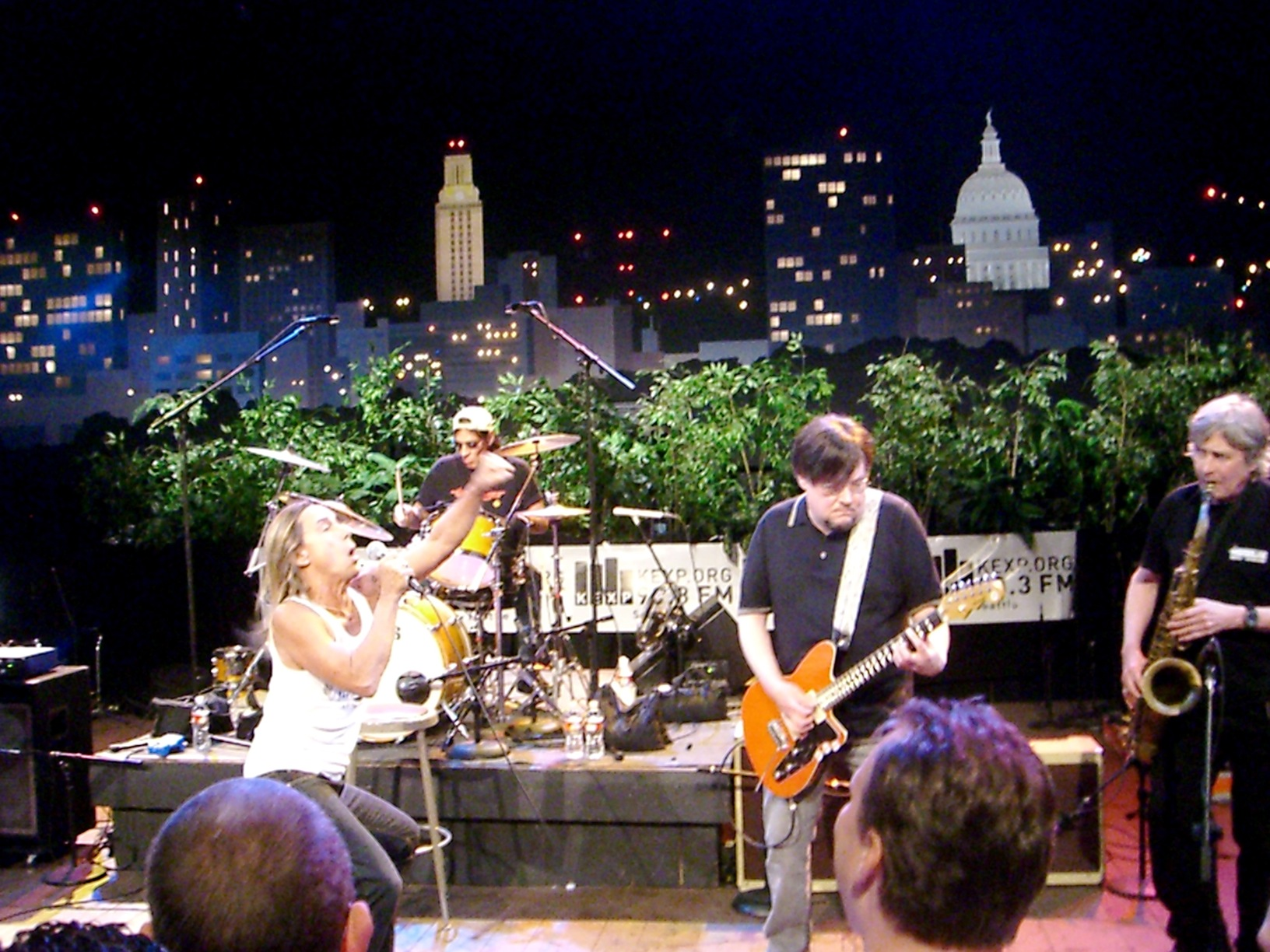
The Stooges (po reaktywacji)

W 2003 roku Pop i bracia Ashetonowie ponownie nawiązali współpracę przy okazji nagrywania kolejnego albumu solowego Iggy’ego Popa Skull Ring. Wspólnie nagrali na płytę cztery nowe utwory. Niewiele później oficjalnie ogłosili reaktywację The Stooges ze Steve’em MacKayem i Mikiem Wattem (gitara basowa, ex – Minutemen i fIREHOSE) po czym zagrali serie koncertów w USA i Europie.
16 sierpnia 2005 Electra Records i Rhino Records wydały zremasteryzowane wersje dwóch pierwszych albumów The Stooges.
6 marca 2007 ukazał się nowy studyjny album zespołu pt. The Weirdness, który został nagrany w Abbey Road Studios w Londynie pod okiem Steve’a Albiniego. Płyta zebrała różne recenzje.
Między 2003 a 2008 muzycy wystąpili na wszystkich pięciu kontynentach. Brali w tym czasie udział m.in. w festiwalach: "All Tomorrow’s Parties" oraz "Lollapalooza". 24 czerwca 2007 zagrali pierwszy koncert w Polsce we Wrocławiu. Od czasu reaktywacji w 2003 repertuar koncertowy The Stooges zawierał utwory jedynie z płyt: The Stooges, Fun House, Skull Ring oraz The Weirdness. W 2008 poszerzono go o piosenki: „Search & Destroy”, „I Got a Right” i „Raw Power”. Ostatni koncert z Ronem Ashetonem w składzie zespół zagrał 29 września 2008 w Lublanie (Słowenia).
6 stycznia 2009 Ron Asheton został znaleziony martwy w swoim domu w Ann Arbor – zmarł na atak serca prawdopodobnie kilka dni wcześniej.
W maju 2009 Iggy Pop w wywiadzie ogłosił, że wspólnie z S. Ashetonem i M. Wattem zamierzają ściągnąć ponownie do zespołu byłego gitarzystę Jamesa Williamsona i działać dalej jako „Iggy & the Stooges” wykonując repertuar z płyty Raw Power. Iggy powiedział: „…chociaż The Stooges umarło wraz z Ronem, to istnieje jeszcze Iggy & the Stooges”.
W 2010 r. zespół uzyskał nominację do Rock and Roll Hall of Fame.
Zespół zagrał podczas Off Festival w Katowicach 4 sierpnia 2012.
15 marca 2014 roku, w wieku 64 lat, zmarł na atak serca – jak jego brat Ron – perkusista Scott Asheton. Od 2011 z powodu nieszczęśliwego zdarzenia podczas trasy był zastępowany na koncertach przez Tobby’ego Dammita, perkusistę Iggy’ego Popa solo w latach 90. Był jednak w stanie zagrać na płycie zespołu zatytułowanej, nomen omen, Ready to Die. Scott zaczął grać z Ronem w ich piwnicy z niewielkim sprzętem i paroma marzeniami. Teraz w jakimś sensie znowu są razem. – powiedział Iggy Pop.
Po śmierci Scotta Iggy Pop oświadczył, że nie ma na razie zamiaru ruszać w trasę, ani z The Stooges, ani solo: Nie czuję żadnego powodu, by skakać po scenie w obcisłych Levisach. Co miałbym wykrzyczeć?.
Po roku – w czerwcu 2015 roku – Iggy Pop wrócił do koncertowania, ale solowo.

## Muzycy
- Iggy Pop – wokal (1967–1971, 1972–1974, od 2003)
- Ron Asheton – gitara (1967–1971, 2003–2009); gitara basowa (1972–1974)
- Dave Alexander – gitara basowa (1967–1970)
- Scott Asheton – perkusja (1967–1971, 1972–1974, 2003–2014 †[6])
- Steve MacKay(inne języki) – saksofon (1970–1971, 2003–2009)
- James Williamson – gitara (1971, 1972–1974, od 2009)
- Zeke Zettner(inne języki) – gitara basowa (1970)
- Bill Cheatham(inne języki) – gitara (1970)
- Jimmy Recca(inne języki) – gitara basowa (1971)
- Scott Thurston(inne języki) – instrumenty klawiszowe (1973–1974)
- Mike Watt – gitara basowa (od 2003)

## Dyskografia
- The Stooges – (Elektra Records, 1969)
- Fun House – (Elektra Records, 1970)
- Raw Power – (Columbia Records, 1973)
- The Weirdness – (Virgin Records, 2007)
- Ready to Die – (Fat Possum Records, 2013)[7]